# 中日韓囲棋元老戦
中日韓囲棋元老戦（ちゅうにちかんいきげんろうせん、中日韩围棋元老赛）は囲碁の国際棋戦。中国、日本、韓国のベテラン棋士招待者により、2017年に中国浙江省長興県で水口杯中日韓囲棋元老戦として開始。第2回は紫笋杯中日韓囲棋元老戦。
- 主催 中国囲棋協会
- 共催 長興県人民政府
- 協力 長興県体育局、長興文旅集団、水口郷人民政府
- 優勝賞金 10万元

持時間は各1時間15分、使い切ると60秒の秒読み。

## 成績

### 第1回(2017年)
2017年4月25-27日に、日本、中国、韓国の計16名によって行われた。
- 1回戦 曹大元 - 金秀壮、武宮正樹 - 劉小光、依田紀基 - 梁宰豪、馬暁春 - 白成豪、小林光一 - 華以剛、聶衛平 - 徐奉洙、兪斌 - 山城宏、小林覚 - 徐能旭
- 2回戦 曹大元 - 武宮正樹、依田紀基 - 馬暁春、小林光一 - 聶衛平、兪斌 - 小林覚
- 準決勝 曹大元 - 依田紀基、小林光一 - 兪斌
- 決勝戦 曹大元 - 小林光一

### 第2回(2018年)
2018年3月27-29日に、日本、中国、韓国の計8名によって行われた。
- 1回戦 曹大元 - 依田紀基、馬暁春 - 梁宰豪、聶衛平 - 小林光一、徐奉洙 - 小林覚
- 準決勝 曹大元 - 馬暁春、聶衛平 - 徐奉洙
- 決勝戦 曹大元 - 聶衛平

### 第3回(2019年)
2019年4月15-17日に、日本、中国、韓国の計8名によって行われた。
- 1回戦 劉昌赫 - 聶衛平、武宮正樹 - 馬暁春、兪斌 - 小林覚、徐奉洙 - 小林覚
- 準決勝 劉昌赫 - 武宮正樹、兪斌 - 徐奉洙
- 決勝戦 劉昌赫 - 兪斌